# Tom Gola
Pour les articles homonymes, voir Gola.
Thomas Joseph "Tom" Gola, né le 13 janvier 1933 à Philadelphie en Pennsylvanie et mort dans cette ville le 26 janvier 2014, est un joueur américain de basket-ball.

## Biographie
Gola était autant considéré comme un joueur complet que comme un étudiant studieux à l'université La Salle, où il mena les Explorers au titre de champion de la Philadelphia Catholic League. Il entra à La Salle une année après un autre joueur NBA Hall of famer, Paul Arizin. Il remporte le titre NIT et est élu co-MVP en 1952. Gola retint l'attention des observateurs nationaux lors de son passage à l'Université La Salle où il fut distingué en 1954 comme All-American. Il remporte le titre de champion NCAA et le titre de MVP en 1954. Ailier d'1,98m, Gola était un ailier-fort qui pouvait marquer des points, prendre des rebonds et défendre, mais il savait aussi très bien gérer le ballon, avec de véritables capacités de meneur de jeu et avec ses capacités au tir, il pouvait évoluer dans les lignes arrières.
Après une excellente carrière universitaire, Gola intégra les rangs professionnels chez les Warriors de Philadelphie en tant que territorial pick. Il avait comme coéquipiers Paul Arizin et Neil Johnston et ils remportèrent le titre de champion NBA en 1956. Il se concentrait alors sur la défense, les passes et les rebonds, permettant à Arizin et Johnston d'être les leaders offensifs lors de ces années-là.
En 1959, Johnston se retira temporairement à cause d'une blessure au genou et les Warriors recrutèrent la superstar Wilt Chamberlain. Se sacrifiant encore une fois pour le bien de l'équipe, Gola aida les Warriors à revenir aux Finales NBA, mais ils ne parvinrent pas à battre les Celtics de Boston lors de ces saisons au début des années 1960. Il fut All-Star à cinq reprises de 1960 à 1964.
Gola rejoint les Knicks de New York de 1962 à 1966.
En 1968, il retourna à l'université La Salle pour devenir entraîneur, menant les Explorers à un bilan de 37 victoires - 13 défaites en deux ans. Il fut nommé Coach of the Year par les journalistes de Philadelphie et de New York. Il parvient à un bilan de 23 victoires - 1 défaite lors de la saison 1968-69, mais La Salle fut inéligible pour le tournoi NCAA à cause d'une suspension d'un étudiant. Son nom fut attribué à la salle des Explorers : la "Tom Gola Arena". Son maillot numéro 15 a été retiré par La Salle.
Il fut intronisé au Basketball Hall of Fame le 26 avril 1976. Il est l'un des deux seuls joueurs à avoir remporté les titres NCAA, NIT et NBA et a inscrit 7871 points en carrière.
Après s'être retiré du basket-ball, Gola intégra les rangs de l'État de Pennsylvanie, devenant Philadelphia City Controller. Il se présenta à la candidature à la mairie de Philadelphie en 1983, mais termina 3e dans cette élection.

## Palmarès
- NBA champion (1956)
- 5× NBA All-Star (1960–1964)
- All-NBA Second Team (1958)
- NCAA champion (1954)
- NCAA Final Four MOP (1954)
- 3× Consensus first-team All-American (1953–55)
- Helms Foundation Player of the Year (1954)
- UPI Player of the Year (1955)
- NIT Co-MVP (1952)
- Numéro 15 retiré par l'université de La Salle